# Tommy Conway
Tommy Daniel John Conway (ur. 6 sierpnia 2002 w Taunton) – angielsko-szkocki piłkarz grający na pozycji napastnika w angielskim klubie Bristol City oraz reprezentacji Szkocji. Uczestnik Mistrzostw Europy 2024.